# Grande dodecicosidodecaedro
In geometria, il grande dodecicosidodecaedro è un poliedro stellato uniforme avente 44 facce - 20 triangolari, 12 forma di pentagramma e 12 a forma di decagramma - 120 spigoli e 60 vertici.

## Costruzioni di Wythoff
Utilizzando la costruzione di Wythoff, il grande dodecicosidodecaedro si può ottenere utilizzando tre famiglie di triangoli di Schwarz: 5/2 3 |  5/3 e 5/3 3/2 | 5/3, ottenendo sempre lo stesso risultato.

## Poliedri correlati
Il grande dodecicosidodecaedro, spesso indicato con il simbolo U61, ha la stessa disposizione di vertici di altri tre poliedri uniformi, ossia il grande rombicosidodecaedro non convesso, il grande dodecaedro troncato e il grande rombidodecaedro, nonché di altri due composti uniformi, ossia il composto di sei prismi pentagonali e il composto di dodici prismi pentagonali. Con il grande rombicosidodecaedro non convesso e con il grande rombidodecaedro, esso condivide anche la posizione degli spigoli, avendo in comune con il primo anche la disposizione delle sue facce triangolari e pentagrammiche, e con il secondo quella delle sue facce a forma di decagramma.
| Grande rombicosidodecaedro non convesso | Grande dodecicosidodecaedro        | Grande rombidodecaedro                |
| Grande dodecaedro troncato              | Composto di sei prismi pentagonali | Composto di dodici prismi pentagonali |

### Grande esacontaedro dodecacronico
Il grande esacontaedro dodecacronico è un poliedro stellato isoedro, nonché il duale del grande dodecicosidodecaedro, avente per facce 60 aquiloni.
Immaginando il poliedro come composto da 60 facce a forma di aquiloni intersecanti, come riportato nella figura sottostante, di cui solo una parte visibile all'esterno del solido, i due angoli uguali di tali facce, ossia i due angoli acuti, hanno un'ampiezza di {\displaystyle \arccos({\frac {5}{8}}-{\frac {1}{8}}{\sqrt {5}})\approx 69,788^{\circ }}, mentre i due angoli ottusi misurano {\displaystyle \arccos(-{\frac {1}{4}}+{\frac {1}{10}}{\sqrt {5}})\approx 91,512^{\circ }} e {\displaystyle \arccos(-{\frac {1}{8}}-{\frac {9}{40}}{\sqrt {5}})\approx 128,911^{\circ }}. Il rapporto tra un lato lungo e un lato corto è invece pari a {\displaystyle {\frac {21+3{\sqrt {5}}}{22}}\approx 1,259}.